# عبد السلام محمد سعيد
الدكتور عبد السلام محمد سعيد هو مهندس ووزير عراقي سابق ولد في الموصل سنة 1938.
كان يشغل منصب رئيس الدائرة العلمية في ديوان الرئاسة، ثم منصب وزير الصحة وكالة بتاريخ 1 آب 1988 ثم أصالة في 3 تموز 1989 لغاية 29 كانون الأول 1991 حين استوزر د. اوميد مدحت مبارك.